# 44

## Decese
- dată necunoscută: Iacob cel Mare (apostol)  (n. ?)
- dată necunoscută: Irod Agrippa I  (n. 10 î.Hr.)